# Circuito di Thruxton
Il circuito di Thruxton è un circuito, di proprietà del British Automobile Racing Club, situato nel sud-est dell'Inghilterra nella contea dell'Hampshire.

## Storia
Originariamente il tracciato venne costruito durante la seconda guerra mondiale come campo d'aviazione per i velivoli da trasporto, della RAF e dell'USAAF. Da qui partirono parte delle truppe aviotrasportate e degli alianti che presero parte al D-Day. Nel 1946 venne dismesso dalle Forze armate.
Le prime gare motociclistiche iniziarono a svolgersi su questo circuito nel 1950 e due anni più tardi vi correvano anche le auto.
Il circuito era formato dalle piste e dalle strade perimetrali del precedente aeroporto. Nel 1968 il tracciato venne modificato assumendo l'aspetto attuale. La pista è ora composta solo dalle strade perimetrali alle quali è stata aggiunta una chicane chiamata Club e una serie di tre curve che prendono il nome di The Complex: Campbell, Cobb e Seagrave. La lunghezza attuale è di 3,792 km (2,356 miglia). Il circuito è considerato come uno dei più veloci della Gran Bretagna: Damon Hill, nel 1993, in una sessione di test con la Williams raggiunse una media al giro di 236 km/h.
Attualmente l'evento più importante dell'anno che si svolge su questo circuito è la gara di BTCC (campionato turismo britannico).
Nei weekend di gara è possibile seguire, in Gran Bretagna, la cronaca degli eventi che viene trasmessa da Radio Thruxton su onde medie.
Quando non vi si svolgono competizioni Thruxton viene ancora utilizzato come aeroporto. Vie di raccordo, con fondo compatto e erboso, sono presenti all'interno del perimetro del tracciato.